# Kosmologia obserwacyjna
Kosmologia obserwacyjna – dział astronomii, a dokładnie astrofizyki, zajmujący się badaniem Wszechświata, jego kształtu i ewolucji (do największej możliwej skali, po horyzont cząstek). Kosmologia obserwacyjna bazuje na kosmologii teoretycznej, tworzącej formalizmy matematyczne w postaci matematycznych modeli Wszechświata.
Podstawę kosmologii fizycznej (czyli kosmologii teoretycznej i kosmologii obserwacyjnej) stanowi obecnie ogólna teoria względności, dzięki której tworzone są modele Wszechświata.
Powszechnie przyjmowany jest model zakładający ewolucję Wszechświata od stanu o bardzo dużej gęstości i temperaturze (często uważa się, iż był to stan osobliwy, czyli taki, w którym wartości te były nieskończone, a obszar, w którym miało to miejsce, miał rozmiar albo zerowy, albo nieskończony, zależnie od modelu), który od chwili początkowej zaczyna się rozszerzać (Wielki Wybuch), jednocześnie stygnąc.

## Obserwacyjne podstawy kosmologii
- prawo Hubble’a
- pierwotna nukleosynteza
- własności promieniowania tła (promieniowania reliktowego), modelowanego jako promieniowanie ciała doskonale czarnego
- struktura wielkoskalowa (rozkład galaktyk i ich gromad)

## Opis ekspansji Wszechświata
- współrzędne współporuszające się
- metryka Friedmana-Lemaître’a-Robertsona-Walkera – przestrzeń metryczna
- równania Friedmana-Lemaître'a
- forma Wszechświata: globalna i lokalna
- Wielki Wybuch
- Wszechświat de Sittera
- Horyzont cząsteczek (zobacz też horyzont zdarzeń)
- historia modeli relatywistycznych

## Elementy współczesnej kosmologii teoretycznej
| Era                     | Początek ery | Gęstość g/cm³ | Temperatura [K] |
| ----------------------- | ------------ | ------------- | --------------- |
| Era Plancka             | 10−44 s      | 1093          | 1033            |
| Ewentualna Era inflacji | 10−35 s      | 10?           | 10?             |
| Era hadronowa           | 10−23 s      | 10?           | 10?             |
| Era leptonowa           | 10−4 s       | 1014          | 1012            |
| Era promieniowania      | 10 s         | 104           | 10              |
| Era materii             | 105 lat      | 10−21         | 30 000          |

## Cieplna historia Wszechświata, według Standardowego Modelu Kosmologicznego
- era hadronowa
- era leptonowa
- synteza lekkich pierwiastków
- era promieniowania
- era materii

## Od niejednorodności do powstania struktury wielkoskalowej we Wszechświecie –formowanie się galaktyki ich ewolucja
- niestabilność grawitacyjna (kryterium Jeansa)
- niejednorodności promieniowania tła
- powstawanie i ewolucja zaburzeń gęstości

## Współczesne testy obserwacyjne modeli Wszechświata
- prawo Hubble’a
- ciemna materia barionowa i niebarionowa
- ciemna energia
  - stała kosmologiczna, kwintesencja
- widmo mocy mikrofalowego promieniowania tła, wielkoskalowe zaburzenia gęstości materii, wielkoskalowe zaburzenia statystyczne grupowania galaktyk
- formowanie się galaktyk
- soczewkowanie grawitacyjne
- soczewkowanie topologiczne